# Vittorio Zoppi (diplomatico)
Vittorio Zoppi (Novara, 23 febbraio 1898 – Roma, 6 maggio 1967) è stato un diplomatico italiano, Segretario generale del Ministero degli Esteri dal 1948 al 1954 e rappresentante permanente per l'Italia presso le Nazioni Unite dal 1961 al 1964.

## Biografia

### Le prime destinazioni diplomatiche
Nipote dell'omonimo Senatore del Regno e figlio del generale Ottavio, anch'egli Senatore, Vittorio Zoppi si laureò in Giurisprudenza all'Università degli Studi di Torino il 5 dicembre 1921. Entrato in carriera diplomatica nel 1923, ebbe come destinazioni Monaco di Baviera, Algeri, Bona, Nairobi e Addis Abeba.
Rientrato al Ministero nel 1930, Zoppi fu uno dei più stretti collaboratori di Giovanni Battista Guarnaschelli, capo dell'Ufficio che seguiva le vicende dell'Africa settentrionale e orientale, acquisendo quell'esperienza in materia che gli fu, in seguito, preziosa in qualità di esperto delle questioni africane. Fu poi consigliere d'ambasciata a Madrid (1939-41) e console generale italiano presso il governo francese di Vichy (1942-43).

### Il ruolo di Zoppi nell'immediato secondo dopoguerra
Nel 1943 Zoppi entrò nell'entourage del Segretario generale Renato Prunas, che lo propose per la nomina a vice direttore generale degli Affari d'Europa e del Mediterraneo e, poi, a direttore generale degli affari politici (1944-48).
Il 21 agosto 1947, il Consiglio di sicurezza delle Nazioni Unite respinse la domanda di ammissione dell'Italia, per il "veto" dell'Unione Sovietica. In una lettera al collega Pietro Quaroni, Zoppi, sottovalutando la determinante rigidità opposta dalla superpotenza comunista, criticò la fretta del governo di essere ammesso all'organismo internazionale, ritenendo che, col tempo, l'ammissione dell'Italia sarebbe divenuta quasi automatica. L'opinione del diplomatico piemontese – comune peraltro a quella di gran parte della diplomazia – dimostra incomprensione sia del quadro politico internazionale nell'imminente guerra fredda, sia del valore attribuito alla cooperazione internazionale dai nuovi responsabili della politica estera italiana, il Presidente del Consiglio De Gasperi e il Ministro degli Esteri Sforza. Contrariamente a Sforza, Zoppi era anche un deciso assertore della necessità della presenza italiana in Africa.
Nonostante le diversità di punti di vista, nel 1948 il ministro Sforza nominò Zoppi Segretario generale del ministero pur non rivestendo ancora, quest'ultimo, il grado di ambasciatore (lo otterrà l'anno successivo). L'intenzione di Sforza era quello di valorizzare e porre al vertice del Ministero i diplomatici di carriera, rispetto a quelli nominati "politicamente" dai suoi predecessori De Gasperi e Nenni, per concentrarsi personalmente sulle grandi questioni internazionali (alleanza atlantica e unione europea). Nell'ambito di tale linea, fu determinante il ruolo rivestito dal Segretario generale, cui fu lasciata la conduzione della diplomazia ordinaria.

### La questione dei criminali di guerra
Recentemente, è stato messo in luce il ruolo rivestito da Vittorio Zoppi nella questione della mancato rinvio a giudizio di numerosi criminali di guerra tedeschi e di tutti i criminali di guerra italiani.
In un pro-memoria del febbraio 1948, il segretario generale espose alla Presidenza del Consiglio il problema dei criminali di guerra richiesti dalla Jugoslavia e da altri paesi, sottolineando la circostanza che i processi contro i presunti criminali di guerra italiani si sarebbero svolti contemporaneamente a quelli contro i presunti criminali tedeschi da parte dei tribunali militari italiani. Poiché le accuse rivolte ai nazisti erano analoghe a quelle mosse dagli jugoslavi ai criminali fascisti imputati, si sarebbe creata una situazione imbarazzante sia per i tribunali italiani, sia per i riflessi internazionali delle eventuali sentenze dei giudici. La soluzione suggerita da Zoppi fu quella di prendere tempo per eludere poi la consegna dei presunti criminali richiesti. A tale proposta fu data risposta favorevole da parte del sottosegretario alla Presidenza del Consiglio, Giulio Andreotti, che comunicò a Zoppi il parere conforme del presidente del Consiglio dei ministri "in merito al seguito da dare alle richieste jugoslave di consegna di presunti criminali di guerra italiani".
Successivamente, nel novembre del 1950, Vittorio Zoppi incontrò e si accordò con Heinrich Höfler, compagno di partito ed emissario personale del cancelliere tedesco Adenauer, per la liberazione dei criminali di guerra tedeschi condannati con sentenza definitiva. Nel giro di pochi mesi, i criminali furono graziati e rimpatriati in Germania; tra essi, anche i responsabili dell'uccisione di numerosi prigionieri di guerra italiani.

### Gli ultimi incarichi
Con la scomparsa di Sforza (1952) e De Gasperi (1954) e l'avvento al governo di Mario Scelba, Vittorio Zoppi, il 6 dicembre 1954, fu sollevato dall'incarico di Segretario generale del Ministero degli Esteri e destinato a Londra, come ambasciatore (1955-61). Successivamente, e sino al 1964 ha svolto il ruolo di rappresentante permanente per l'Italia a New York presso le Nazioni Unite. Dal 30 giugno 1965 fu membro del consiglio di amministrazione di Alitalia, sotto la presidenza di Nicolò Carandini.
Sergio Romano lo ha definito "un conservatore, un «uomo d'ordine», un patriota moderato e pieno di buon senso".